# Хуап
Хуа́п (абх. Хәаҧ; груз. ხოფი) — село в Абхазии, в Гудаутском районе частично признанной Республики Абхазия, согласно административному делению Грузии — в Гудаутском муниципалитете Абхазской Автономной Республики. В советское время село называлось на грузинский лад Хопи. Расположено в 15 километрах к северо-западу от райцентра Гудаута в предгорной полосе у подножья Бзыбского хребта.
В административном отношении село является административным центром Хуа́пской се́льской администра́ции (абх. Хәаҧ ақыҭа ахадара), в прошлом Хуапского (Хопского) сельсовета.

## Географическое положение

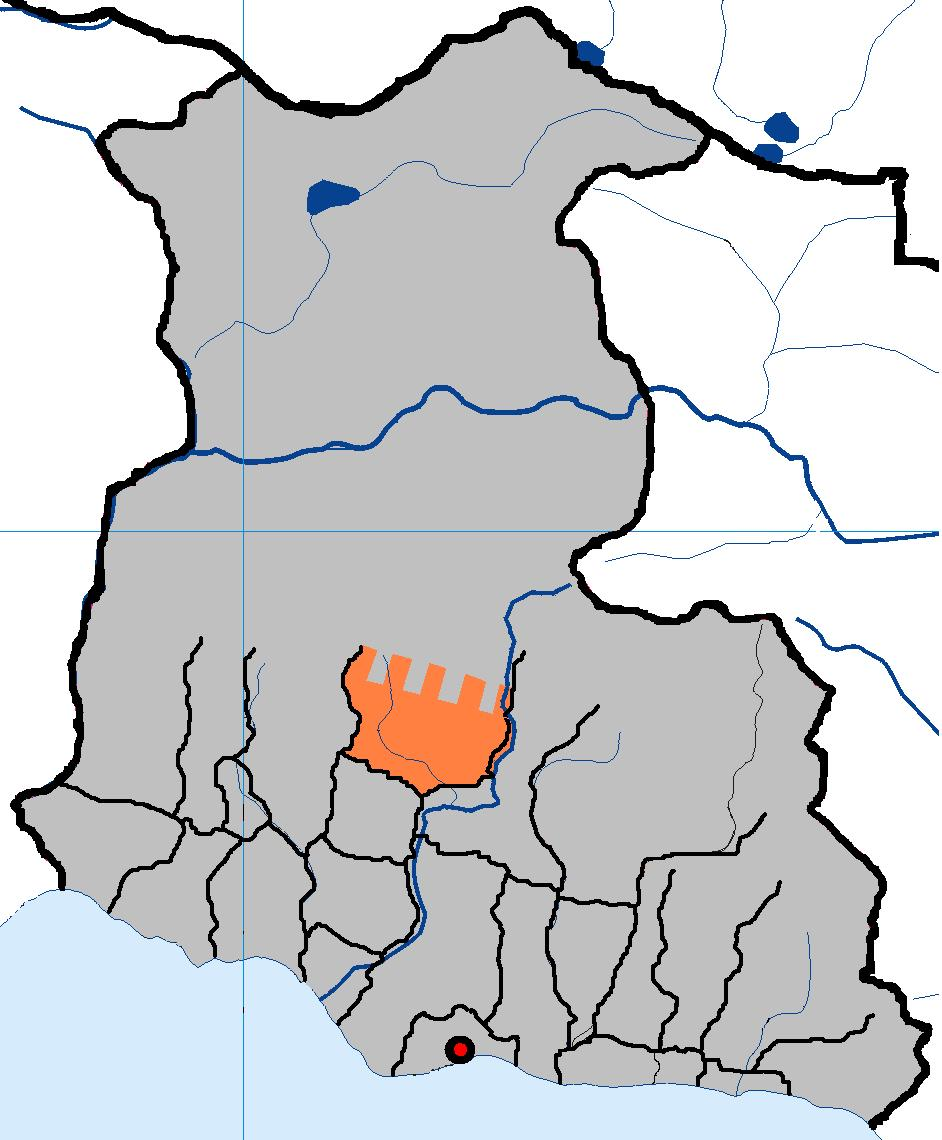
Расположение села Хуап

Село (администрация) Хуап исторически включает 4 посёлка (абх. аҳабла):
- Арха (Егырта)
- Атпаху
- Дбар Ихуап
- Куанапа

На севере границей Хуапа служит Бзыбский хребет, на востоке Хуап граничит с селом Дурипш по реке Хыпста, на юге — с селом Джирхуа, на западе — с посёлком Гарп.
Хуап является самым высоко расположенным селом Гудаутского района, тем не менее, как и все остальные населённые пункты Бзыбской Абхазии, находится в равнинно-предгорной полосе и не является типично горным селением.

## Население
По данным переписи 1959 года в селе Хопи (Хуап) жило 214 человек, в основном абхазы (в Хопском сельсовете в целом — 692 человека, также в основном абхазы).
По данным переписи 1989 года население Хопского (Хуапского) сельсовета составило 731 человек, в том числе села Хопи (Хуап) — 287 человек, также в основном абхазы.
По данным переписи 2011 года численность населения сельского поселения (сельской администрации) Хуап составила 541 человек, из них 99,4 % — абхазы (538 человек), 0,2 % — русские (1 человек), 0,2 % — грузины (1 человек), 0,2 % — других национальностей (1 человек). Хуап — одно из самых маленьких по числу жителей сёл (сельских администраций) Гудаутского района.
В документах XIX века и первой половины XX века Хуап не значится как населённый пункт. В тот период территория Хуапа входила в состав соседнего села Джирхуа, и, соответственно, первые данные о населении собственно Хуапа появились только со второй половины XX века.
| Год переписи | Число жителей        | Этнический состав          |
| ------------ | -------------------- | -------------------------- |
| 1886         | В составе с. Джирхуа | абхазы 100 %               |
| 1926         | В составе с. Джирхуа | абхазы (нет точных данных) |
| 1959         | 692                  | абхазы (нет точных данных) |
| 1989         | 731                  | абхазы (нет точных данных) |
| 2011         | 541                  | абхазы (99,4 %)            |

## Памятники истории
В селе находится средневековая грузинская церковь Св. Николая, построенная между X и XII веками.

## Известные уроженцы
- Анкваб Александр — происходит из села Хуап
- Маан Кац